# Вишков (округ)
Ви́шков (чеськ. Okres Vyškov) — адміністративно-територіальна одиниця в Південноморавському краї Чеської Республіки. Адміністративний центр — місто Вишков. Площа округу — 869 кв. км., населення становить 90 813 осіб.
До округу входить 79 муніципалітетів, з котрих 5 — міста.